# ۶۲۴ (پیش از میلاد)
۶۲۴ (پیش از میلاد) ۶۲۴مین سال قبل از تقویم میلادی است.